# Diplophyllum andrewsii
Diplophyllum andrewsii là một loài rêu trong họ Scapaniaceae. Loài này được A. Evans mô tả khoa học đầu tiên năm 1922.